# Campo Florido
Campo Florido é um município brasileiro do estado de Minas Gerais. De acordo com o censo de 2022 realizado pelo Instituto Brasileiro de Geografia e Estatística, sua população naquele ano era de 8 466 habitantes.

## Localização do município
O município situa-se na zona do Triângulo Mineiro do Estado de Minas Gerais. O aspecto geral do seu território é de planura, apresentando vales e planaltos.
Sua área é de 1466 Km2. A sede municipal, situada a 570 m de altitude, tem como coordenadas geográficas 19º 45’ 34’’ de latitude sul e 48º 34’19º de longitude W.G.
Dista da Capital do Estado, em linha reta, 489 km, no rumo O. N. O.

## Limites municipais
- Com o município de Comendador Gomes: Começa no Ribeirão Pedra Branca, na foz do córrego da Gameleira; sobe por este córrego até sua cabeceira, na Serra do Gafanhoto; continua por espigões e, depois, pelo Vale da Divisa, até ao ponto fronteiro às cabeceiras do Rio Feio.

- Com o município de Prata: Começa no divisor dos rios São Francisco e Prata, no ponto fronteiro às cabeceiras do Rio Feio, no lugar denominado Vale da Divisa ou do Esbarrancado; continua por este vale até atingir as cabeceiras do Córrego do Clemente,  afluente da margem esquerda do Rio Piracanjuba; desce por este córrego até ao Rio Piracanjuba; desce por este até à confluência com o Rio do Peixe; sobe por este até à foz do córrego Capão das Corrêa.

- Com o município de Veríssimo: Começa no Rio do Peixe, na foz do Córrego Capão das Corrêas; sobe por este córrego até sua cabeceira; transpõe o divisor dos rios do Peixe e Piracanjuba e continua pelo divisor da vertente da margem direita do Córrego do Desidério (o primeiro afluente da margem direita do Rio Piracanjuba) abaixo da estrada do Veríssimo, até atingir a foz deste córrego no Rio Piracanjuba; sobe pelo Rio Piracanjuba até a foz do Córrego da Pindaíba, seu afluente da margem esquerda; sobe pelo córrego Pindaíba até sua cabeceira, no alto de São Félix, no divisor entre os rios Uberaba e São Francisco; continua por este divisor até o entroncamento com o espigão do patrimônio.

- Com o município de Conceição das Alagoas: Começa no espigão divisor dos rios Uberaba e São Francisco, no entroncamento com o espigão do Patrimônio; continua por este divisor até atingir a cabeceira mais ocidental do córrego da Fazendinha ou Jataí Pequeno; desce por este córrego até a foz do Córrego Buriti Grande; sobe o espigão fronteiro e atinge o divisor da vertente da margem direita do córrego da Fazendinha ou Jataí Pequeno; continua por este divisor, contornando as cabeceiras do Ribeirão Bagagem, até alcançar a cabeceira do Córrego do Mantible ou Lajeado; desce por este córrego até a foz do córrego Capão do Boi.

- Com o município de Pirajuba: Começa na foz do Córrego do Capão do Boi no córrego do lajeado ou Mantible; daí sobe o espigão fronteiro, atravessa o divisor do córrego lajeado e do Ribeirão Bagagem, indo atingir este ribeirão na foz de um seu pequeno afluente da margem esquerda no lugar denominado Bagagem de Cima; atravessa este ribeirão, contorna as cabeceiras do córrego do Caçador e, depois, pelo divisor da vertente da margem esquerda do córrego do Pobretão, passando pelo espigão do Capão do Bico, até atingir o ribeirão dos Dourados, na foz do córrego dos Carneiros; segue pelo espigão dos Carneiros, transpõe o divisor de águas entre o ribeirão dos Dourados e o Rio São Francisco, e continua pelo divisor da vertente da margem esquerda do córrego do Retiro, até atingir a foz deste córrego no Rio São Francisco.

- Com o município de Frutal: Começa no Rio São Francisco, na foz do córrego do Retiro; segue pelo Rio São Francisco até à foz do Ribeirão Pedra Branca; sobe por este até à foz do córrego Gameleira.

## História
Quando iniciou-se o povoado chamaram-no de Nossa Senhora das Dores de Campo Formoso, é uma cidade cujos primórdios remontam o ano de 1811.
De uma meia dúzia de bandeiras saídas do desemboque em rumo à região ocidental do Triângulo Mineiro, a de 1811, que tinha João Batista de Siqueira, Inácio Ferreira de Meireles, Joaquim de Morais Bueno e outros, foi a que tocou as terras que constituem o patrimônio da atual cidade de Campo Florido.
Os bandeirantes, na sua rota começada em desemboque, atingiram aquelas imediações pelo norte. Aí, encaminhando para o sul, transpuseram a elevação, hoje conhecida como Serra dos Piticós, deparando com uma extensa campina de belíssimo aspecto. Era dia de Nossa Senhora das Dores. Resolveram, então, apossearem-se daqueles campos formosos e floridos, para o patrimônio da Excelsa Senhora, cuja festa, em outros lugares, celebrava-se no mesmo dia.
O lugar apertado entre dois arroios fôra o começo do Arraial de Nossa Senhora das Dores do Campo Formoso, cujo patrimônio então, aposseado pelos sertanistas, constituía-se de uma légua em quadra. Nesse patrimônio, logo depois de aposseado pelos desbravadores, estabeleceram-se alguns moradores que, segundo a tradição que ainda hoje corre, teriam construído, em 1812, o primeiro templo católico coberto de folhas de coqueiro.
Os primeiros habitantes da região, atraídos pelo clima suave, pela bela paisagem e pela riqueza florestal, situaram-se às margens dos ribeiros: São Francisco e Piracanjuba, onde iniciaram os roçados e o plantio de milho.
Com o correr dos dias, a fama dos campos formosos foi atraindo homens abastados, como João José da Silva, procedente de Tamanduá, atual Itapecerica, que ali se afazendou em 1818.
A prerrogativa de distrito alcançada por Nossa Senhora das Dores do Campo Formoso foi devido ao grande impulso que o arraial veio receber desse cidadão.

### Formação Administrativa
A criação do distrito de Nossa Senhora das Dores do Campo Formoso deve-se à Lei Provincial nº 125, de 13 de março de 1839, que dividiu o território municipal de Uberaba em seis distritos.
Criado assim o distrito, a sua instalação, ter-se-ia realizado no dia 29 de Março do mesmo ano, segundo se depreende de um ato lançado num dos livros do cartório da localidade, em que serviu de escrivão interino o cidadão Antônio José Correia de Brito, primeira autoridade oficial, cujo nome aparece até agora.
O distrito foi à paróquia pela Lei Provincial nº 288, de 12 de março de 1846.
Em virtude da Lei Mineira nº 1667, de 16 de setembro de 1879, a sede da freguesia foi transferida para o arraial de Nossa Senhora do Carmo de Frutal.
Mas, por influência e grande prestígio político do Coronel João Evangelista de Carvalho Andrade, mais tarde Barão de Campo Formoso, a Assembleia Legislativa Mineira votou a Lei nº 2153, de 15 de novembro de 1875, restaurando a paróquia cuja sede voltou de Frutal para o arraial de Dores do Campo Formoso.
A Lei Estadual nº 2, de 14 de setembro de 1891, ratificou a criação do distrito.
Segundo a “Divisão Administrativa, em 1911”, o distrito em apreço figura no município de Uberaba, com a denominação de Campo Formoso, ao passo que, nos quadros de apuração do Recenseamento Geral de 1-X-1920, ele aparece sob o topônimo de Dores do Campo Formoso.
Já por efeito da Lei Estadual nº 843, desde 7 de setembro de 1923, o distrito passou a denominar-se Campo Formoso, permanecendo no município de Uberaba.
Por efeito do Decreto-lei estadual nº 148, de 17 de dezembro de 1938, criou-se o município de Campo Formoso, com parte do território do distrito desse nome, desmembrada de Uberaba, tendo a outra parte distribuída entre os novos distritos de Dourados e Esplanada, respectivamente dos também novos municípios de Conceição das Alagoas e Frutal. Na divisão administrativa do Estado, fixada pelo supracitado Decreto-lei nº 148, para vigorar no quinquênio 1939-1943, o município de Campo Formoso constitui-se apenas do distrito-sede.
O novo município foi solenemente instalado no dia 1º de janeiro de 1939, pelo Sr. Debraí Lopes Cançado, primeiro Juiz de Paz da cidade, iniciando a Prefeitura os seus trabalhos em fevereiro deste ano, pelo Dr. Vicente Ribeiro do Vale, seu primeiro prefeito.
O Decreto-lei estadual nº 1058, de 31 de dezembro de 1943, que alterou o topônimo do distrito e do município para Campo Florido, manteve o município formado por um distrito único, o de Campo Florido. Pela nova divisão administrativa fixada pela Lei estadual nº 1039, de 12-XII-1953, para vigorar no quinquênio 1945-1958, o município de Campo Florido constituiu-se apenas do Distrito-sede.

### Formação Judiciária
Na divisão administrativa em vigor no quinquênio 1939-1943, estabelecida pelo Decreto-lei estadual nº 148, de 17-XII-1938, Campo Florido faz parte do termo Judiciário de Uberaba. Verifica-se o mesmo na divisão administrativa em vigor no quinquênio 1944-1948.
De acordo com o quadro da divisão territorial judiciário-administrativa do Estado, fixado pela Lei n º 1039 de 31 de dezembro de 1953, para vigorar no quinquênio 1954-1958, continua o município subordinado ao termo e à Comarca de Uberaba.

## Relevo
O relevo de Campo Florido é dotado por uma tipografia plana constituída de vales e planaltos esparsos.
Os principais acidentes geográficos são:
- Serra dos Piticós
- Samambaia
- Cigana
- Gafanhoto
- Mandacara
- Angico
- Jacuba
- São Félix
- Granito.

A principal elevação é o Morro do Pião, localizada nas proximidades da Fazenda São Jorge.

## Hidrografia
Os Principais recursos hídricos pertencem à Bacia Rio Grande:
- Córrego São Francisco
- Rio do Peixe
- Rio Douradinho
- Rio Piracanjuba
- Córrego Jacaré
- Córrego Boa Esperança
- Ribeirão da Bagagem
- Córrego do Pinto
- Córrego Formiga
- Córrego Carneiro
- Córrego Capão Grosso
- Córrego das Candinhas

## Vegetação
A vegetação característica de Campo Florido é o cerrado, além de vastas campinas. Predominam o vinhático e a sucupira com suas flores roxas e amarelas. Durante a primavera e início do verão, os moradores passeavam pelos campos à cata de frutas e flores silvestres. Pois os arredores da cidade exibiam àquela época, vegetação bastante rica, dada em terreno arenoso de cerrado. Havia pelas redondezas, magníficos exemplares de ipê, paineira, aroeira, peroba, jequitibá, pau-ferro, angico, barba-de-timão, sucupira, além de diversos tipos de cipós.
A colheita dos frutos silvestre se dava em abundância nos recantos da cidade, como a gabiroba, o bacupari, o araticum, a seriguela, o araçá, o caju-do-campo, o gravatá, a guapeba, (também chamada de castanha-mineira), o jenipapo, o pequi, a mama-cadela e o murici. Ainda hoje se encontram pelos campos esses frutos silvestres e essas magníficas árvores, mas em menor quantidade. A fauna é bem variada, destacando-se a presença de tatus, tamanduás, lobo-guará e emas, sendo a caça proibida e a pesca controlada. Nas áreas que já foram desmatadas foram reservadas 20% da reserva florestal.
Revestimento Florístico (m²)
- Lavouras permanentes: 15.200
- Lavouras temporárias: 28.000
- Lavouras temporárias: em descanso 1.500
- Pastagens naturais: 8.000
- Pastagens formadas: 72.000
- Matas naturais: 500
- Matas plantadas: 10
- Terras produtivas não utilizadas: 990